# Bylina (pověst)

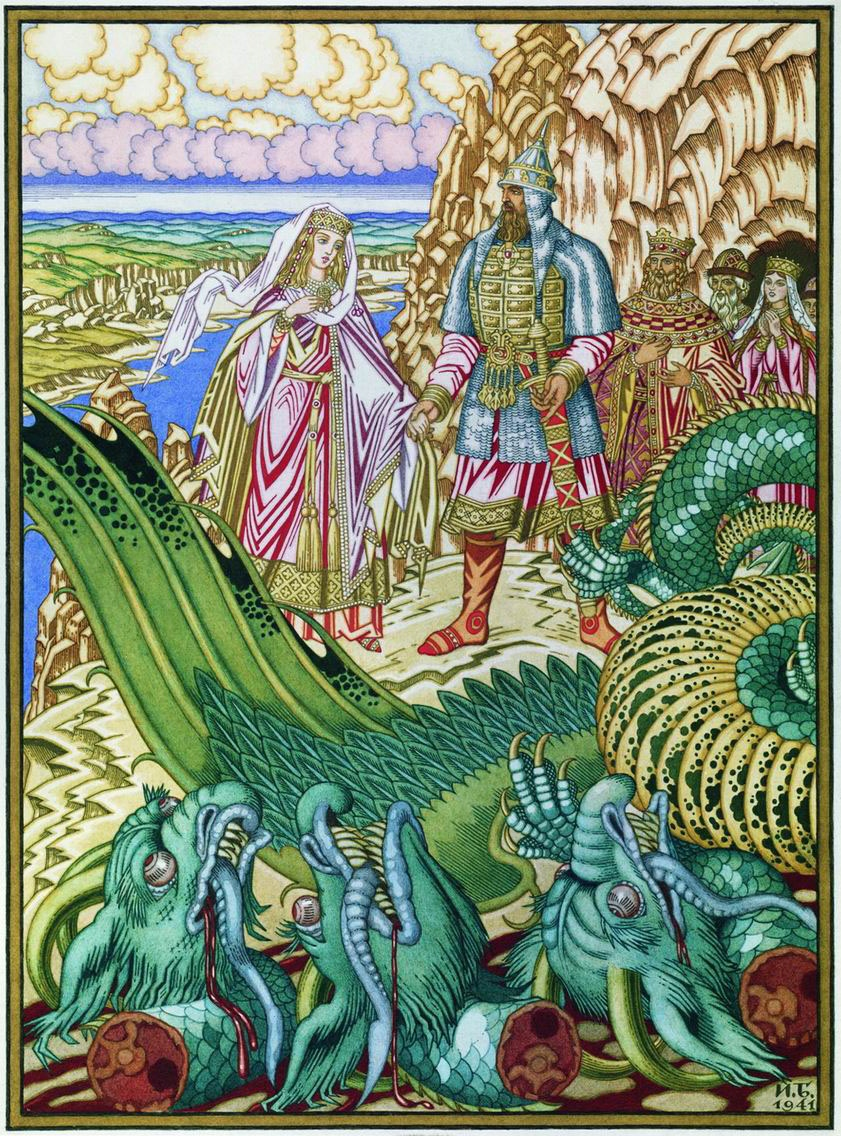
Ivan Bilibin. Dobryňa Nikitič zachraňuje Zabavu Putjatičnu před drakem Gorynyčem.

Bylina (rusky были́на, mn. č. byliny, také bylyny nebo stariny) je žánr ruských epických hrdinských básní, které obvykle popisují hrdinské činy bohatýrů (například Ilja Muromec, Dobryňa Nikitič, Aljoša Popovič, Volch Vseslajevič, Mikula Seljanovič, či Svjatogor).

## Historie
Byliny vznikaly patrně od 12. století, tento odhad je ale založen na zmínce ve Slovu o pluku Igorově (které je samo co do formy a stylu v podstatě bylinou), jehož autenticita ale není zcela jasná. Nejmladší byliny vznikly až v 19. století. Byliny byly předávány ústní cestou, přednášeny s hudebním doprovodem tzv. skazateli, takže se pochopitelně postupem doby měnily, přizpůsobovaly aktuálním událostem i změnám dobového vkusu.

### Členění do cyklů
Byliny se dělí do několika cyklů, přibližně podle historického období (nejslavnější jsou patrně básně z kyjevského cyklu o Vladimíru I. a Vladimíru Monomachovi a jejich bohatýrech, další cykly jsou např. o bohatýrech novgorodských (např. o Vasilu Buslajevičovi), moskevských, o povstání Stěnky Razina, o ukrajinských kozácích, až po tzv. petriady o Petru Velikém). Ruským bylinám jsou podobné ukrajinské dumy.

### Charakteristika bylin
Byliny jsou psány nerýmovaným tónickým veršem, byly přednášeny většinou s hudebním doprovodem, jsou psány typickým stylem (opakování promluv a popisů, kontrasty, antiteze, obrácený slovosled, ustálená epiteta), který se mnoho ruských básníků snažilo napodobit, byliny se staly inspirací i pro mnoho jiných uměleckých děl, některé byly i zfilmovány.

### Umělecké ztvárnění (folkloristika, překlady)
Byliny byly v pozdější době folkloristy sebrány do několika sbírek, z nichž nejrozsáhlejší Polnyj svod kyjevskich bylin A. Lelčuka je k dispozici online. Do češtiny některé byliny volně přebásnil František Ladislav Čelakovský formou tzv. ohlasů v básnické sbírce Ohlas písní ruských, existují ale i další překlady.